# Annie Beumers
Annie Beumers (Oldenzaal, 23 juni 1926 – Enschede, 28 november 2021) was een Nederlands actrice, bekend van de film De beentjes van Sint-Hildegard uit 2020 waarin zij de rol van Oma Sinie speelt. Voor de filmopnamen moest ze een keer of negen naar Manderveen, want daar staat het huisje van oma Sienie.
Ze was een ervaren amateuractrice bij toneelvereniging "Rooms Katholieke Toneelvereniging", later "Kameleon" in Lonneker. Toen ze in 2017 65 jaar actief lid van deze vereniging was, kreeg ze de Droadneagel, de hoogste eer van de Dorpsraad Lonneker.